# Капитан (Нью-Мексико)
Капитан (англ. Capitan) — деревня в округе Линкольн, штат Нью-Мексико, США. Согласно переписи 2010 года, население составляет 1 489 человек.

## История
Деревня была основана в 1890-х годах и зарегистрирована в 1941 году.
Весной 1950 года охотинспектор спас сильно обгоревшего чёрного медвежонка от лесного пожара. Сначала его назвали Хотфут Тедди, но позже он стал Смоки, живым символом талисмана Лесной службы США. Позже его отправили в Национальный зоопарк в Вашингтоне, где он прожил 26 лет. После смерти 9 ноября 1976 года останки Смоки вернули в деревню и похоронили в историческим парке, названном в его честь.

## География
По данным Бюро переписи населения США, общая площадь деревни составляет 8,44 км2. Она полностью располагается на суше. Её окружают высокие пустынные горы и деревья кедра, пиньона и можжевельника.

## Население
| Год переписи                              | Нас. |       | %±     |
| ----------------------------------------- | ---- | ----- | ------ |
| 1940                                      | 932  |       | —      |
| 1950                                      | 575  |       | −38,3% |
| 1960                                      | 552  |       | −4%    |
| 1970                                      | 439  |       | −20,5% |
| 1980                                      | 762  |       | 73,6%  |
| 1990                                      | 842  |       | 10,5%  |
| 2000                                      | 1443 |       | 71,4%  |
| 2010                                      | 1489 |       | 3,2%   |
| 2019                                      | 1431 | [ 4 ] | −3,9%  |
| 1940–2019 — перепись населения. Источник: |      |       |        |

## Магистрали
Через деревню проходят US 380, NM 48 и NM 246.